# Njeri Luseno
Njeri Luseno còn được gọi là Njeri Osaak là một nữ diễn viên Kenya. Bà đã làm việc với các diễn viên như Paul Onsongo  và John Sibi Okumu và góp mặt trong nhiều bộ phim Kenya vào cuối những năm 1980 và đầu những năm 1990.